# Gianfranco Fantin
Gianfranco Fantin, né le 19 mai 1946, à Padoue, en Italie et décédé le 19 octobre 2001, est un ancien joueur italien de basket-ball.

## Palmarès
- Finaliste des Jeux méditerranéens de 1967